# Анна Марія Гертруда Шмідт
Анна Марія Гертруда «Анні» Шмідт (нід. Anna Maria Geertruida Schmidt; 20 травня 1911 — 21 травня 1995) — нідерландська письменниця. Її називають матір'ю голландської театральної пісні та королевою голландської дитячої літератури, високо цінують за її «чудову голландську ідіому» та вважають однією з найвидатніших голландських письменниць. Найвища честь була надана їй посмертно, в 2007 році, коли група нідерландських істориків склала «Канон голландської історії» і включила Шмідт, поряд із національними іконами, такими як Вінсент Ван Гог та Анна Франк.
Хоча Шмідт писала вірші, пісні, книги, п'єси, мюзикли, радіо- та телевізійні драми для дорослих, вона найбільше відома завдяки дитячим книгам. Її найвідомішою роботою для дітей може бути серія Їп і Яннеке. Багато її книг, таких як Плюк із Петтефлета (нід. Pluk Van De Petteflet), проілюструвала Фіп Вестендорп (нід. Sophia Maria "Fiep" Westendorp).